# Автошлях Орегону 126
Автошлях Орегону 126 (англ. Oregon Route 126, OR 126) — державне шосе 329 км довжиною, що з'єднує прибережну, західну та центральну частини штату Орегон США. Коротка ділянка автомагістралі 126 в Юджині та Спрінгфілді збігається з міжштатною автомагістраллю 105 (I-105).

## Опис маршруту
Західна кінцева розв‘язка OR 126 знаходиться у Флоренції на стику з автошлях 101, головний маршрут з півночі на південь уздовж узбережжя Орегону. Перехрестя розташоване на північ від центру Флоренції поблизу муніципального аеропорту та гирла річки Сюслав, яка впадає в Тихий океан неподалік. АБО 126 рухається на схід по шосе № 62 Флоренція-Юджин (див. Орегонські шосе та маршрути), яке слідує за річкою Сюслав і центрально-орегонсько-тихоокеанською залізницею від Флоренції до Національного лісу Суіслав і передгір'я Прибережного хребта. Шосе повертає на північ вздовж повороту річки, щоб дістатися до Меплтона, де перетинає автошлях Орегону 36 і залишає річку та залізницю до Ноулз-Крік. АБО 126 продовжується на схід уздовж струмка до тунелю Ральфа А. Петерсена, 440 метровий тунель, відкритий у 1957 році.